# إيرا كليفتون كوبلي
إيرا كليفتون كوبلي هو ناشر وسياسي أمريكي، ولد في 25 أكتوبر 1864 في غاليسبورغ في الولايات المتحدة، وتوفي في 1 نوفمبر 1947 في أورورا في الولايات المتحدة. نشط حزبياً في الحزب الجمهوري. وقد انتخب عضو مجلس النواب الأمريكي ‏.